# کارلا مندونسا
کارلا مندونسا (انگلیسی: Carla Mendonça؛ زادهٔ ۲۵ اکتبر ۱۹۶۱) بازیگر اهل بریتانیا است.
از فیلم‌ها یا مجموعه‌های تلویزیونی که وی در آن‌ها نقش داشته‌است، می‌توان به مربا و هیلاری و جکی اشاره نمود.